# Volée mixte d'alimentation

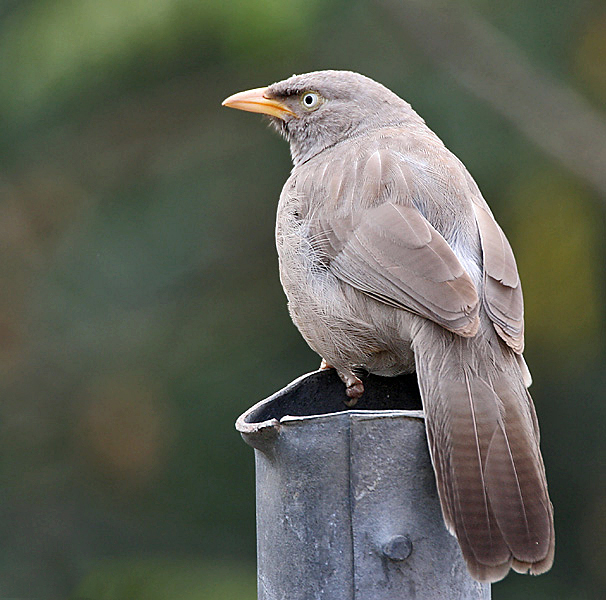
Le Cratérope de brousse, une espèce « noyau ».

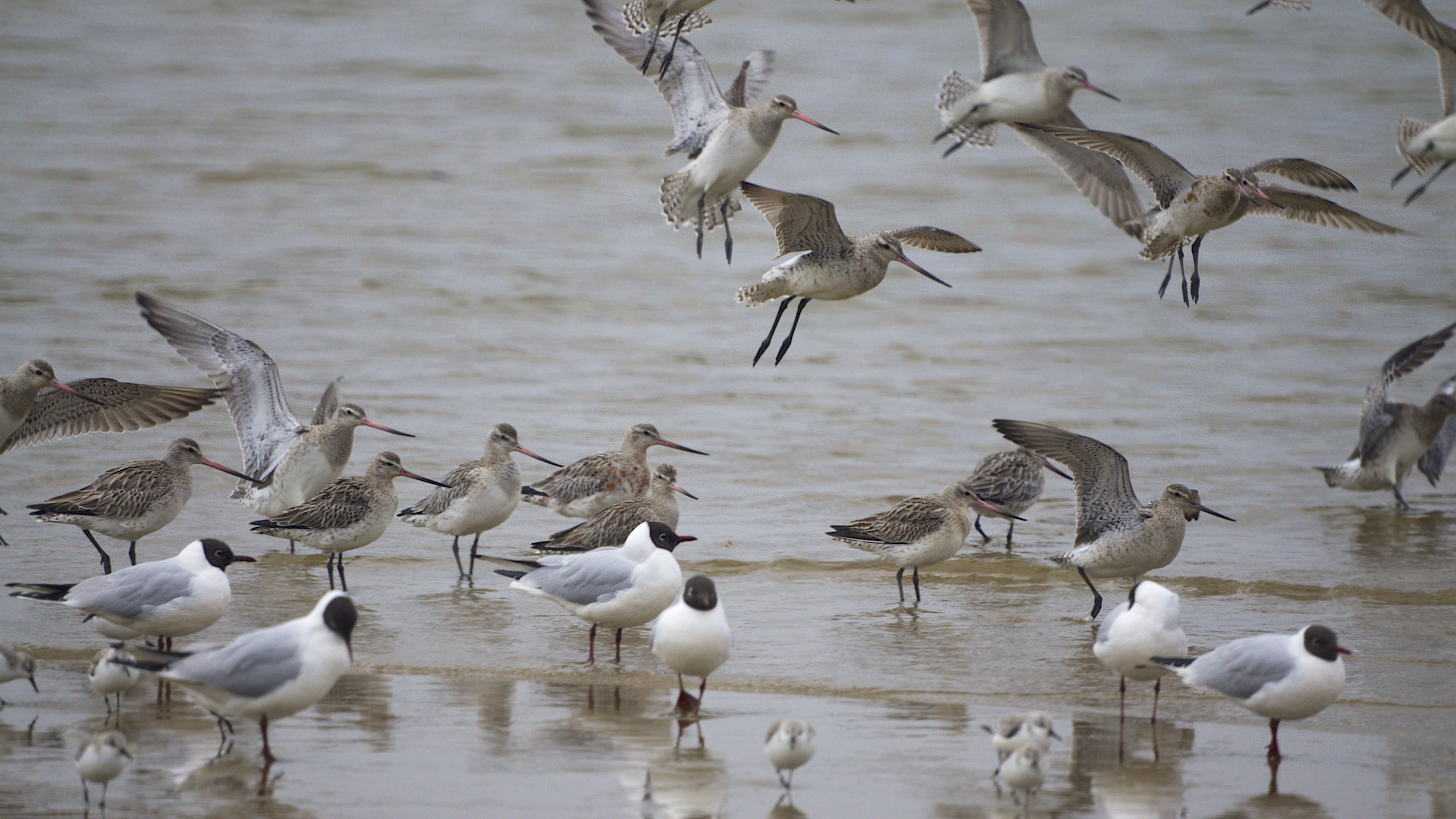
Mouettes rieuses, barges rousses et bécasseaux se nourrissant sur une plage.

La volée mixte d'alimentation, appelée aussi ronde d'oiseaux, est un comportement social où plusieurs individus de deux espèces ou plus parcourent un territoire à la recherche de nourriture en groupe. Ces  rassemblements plurispécifiques d'oiseaux se distinguent des rassemblements causés par un facteur de l’environnement, comme la présence de nourriture en un lieu tels les mangeoires d'oiseaux. La volée mixte d’alimentation résulte de l’interaction entre les membres du groupe et implique des rôles bien définis entre les individus. Les oiseaux se réunissent en bandes, qui comptent de quelques membres à plusieurs dizaines d'oiseaux et sont appelées « rondes », probablement parce qu'il leur arrive d'emprunter plusieurs jours de suite le même itinéraire, ce qui suggère l'idée d'un circuit. 
La formation des rondes plurispécifiques se superpose généralement à une organisation territoriale par espèce, les groupes monospécifiques se joignant aux rondes d'autres espèces lors du passage de celles-ci dans leurs territoires. Les bandes obéissent à une hiérarchie reposant sur le degré d'agressivité de chaque individu au sein de son espèce ou d'une espèce envers l'autre.
La volée mixte d’alimentation se compose principalement d’espèces insectivores et s’observe dans pratiquement tous les habitats forestiers. Dans les régions tempérées, ce comportement s’observe presque exclusivement en dehors de la période de nidification, mais dans les tropiques, il se manifeste tout au long de l’année.  Ces rassemblements varient beaucoup en taille, en composition, dans leur durée et dans la cohésion des liens, mais c’est dans les forêts tropicales humides que leur développement est le plus achevé et où ils constituent une composante prédominante de l’écologie aviaire,,.  
Plusieurs espèces sont susceptibles de s’assembler dans les volées mixtes d’alimentation. Elles coexistent sans peine car elles sont génaralement spécialisées dans leur manière de rechercher leur nourriture. Dans les régions tempérées, les membres des Paridés, des Picidés et des Sittidés adoptent souvent ce comportement en dehors de la saison des nids.  Dans les régions néotropicales, les membres des Thamnophilidés et des Thraupidés se voient fréquemment dans ces rassemblements ; dans les régions paléotropicales, ce sont les membres des Timaliidés, des Dicruridés et des Campephagidés qui y sont associés.  
La volée mixte d’alimentation possède une structure fondée sur les rôles spécifiques tenus par ses membres.  Certaines espèces forment le noyau du rassemblement en ce qu’elles maintiennent la cohésion du groupe.  Ces espèces « noyau » sont au centre de toute l’activité et elles ont tendance à se situer vers l’avant du groupe en marche.  Par leur activité ostentatoire, les espèces noyaux attirent d’autres espèces dites « accompagnatrices ».  Celles-ci se distinguent des espèces noyaux par leur comportement plus discret et par le fait qu’elles ne contribuent pas à la cohésion du groupe.  Certaines espèces s’observent régulièrement dans les volées mixtes d’alimentation alors que d’autres ne les fréquentent qu’occasionnellement.  Certaines espèces spatialement limitées par le territoire qu’elles défendent se joignent aux volées mixtes d’alimentation seulement lorsque celles-ci se trouvent dans les limites de leur territoire.  
La volée mixte d’alimentation est susceptible de procurer plusieurs avantages à ses membres, en augmentant l’efficacité de la recherche de nourriture et en diminuant les risques de prédation (d'autant plus que le leader de la ronde est souvent un vigile efficace), notamment pour les espèces dont la technique de chasse leur demande une si grande attention et les rend si remuants qu'elles sont très vulnérables vis-à-vis d'éventuels prédateurs.  